# Trigonia
Trigonia är ett släkte av tvåhjärtbladiga växter. Trigonia ingår i familjen Trigoniaceae.

## Dottertaxa tillTrigonia, i alfabetisk ordning[1]
- Trigonia bahiensis
- Trigonia boliviana
- Trigonia bracteata
- Trigonia candelabra
- Trigonia cipoensis
- Trigonia coppenamensis
- Trigonia costanensis
- Trigonia echiteifolia
- Trigonia ehrendorferi
- Trigonia eriosperma
- Trigonia floccosa
- Trigonia hypoleuca
- Trigonia kerrii
- Trigonia killipii
- Trigonia laevis
- Trigonia littoralis
- Trigonia macrantha
- Trigonia microcarpa
- Trigonia nivea
- Trigonia paniculata
- Trigonia prancei
- Trigonia reticulata
- Trigonia rotundifolia
- Trigonia rugosa
- Trigonia rytidocarpa
- Trigonia sericea
- Trigonia spruceana
- Trigonia subcymosa
- Trigonia villosa
- Trigonia virens